# Conrad Petrasch

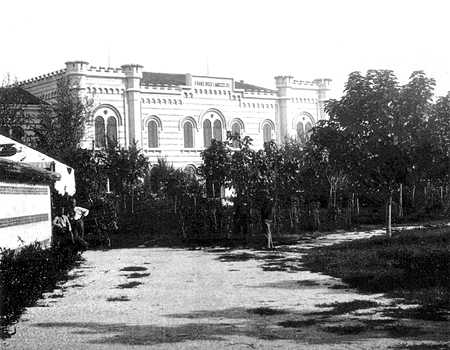
Foto scattata nel 1866 del Padiglione di Comando dell'Arsenale Franz Josef I.

Conrad Petrasch, anche Konrad Petrasch, (Vienna, 27 novembre 1807 – Klosterbruck, 18 agosto 1863), è stato un militare e ingegnere austriaco.

## Biografia
Frequentò dal 1820 al 1827 l'Accademia degli ingegneri a Vienna, prima di entrare come cadetto nel genio militare dell'Esercito imperiale austriaco. In seguito fu trasferito sulla frontiera militare e  nelle fortezze della Boemia.
Dal 1833 al 1836 fu a Verona per collaborare con Franz von Scholl alla costruzione della cinta difensiva. Nel 1848 il capitano Petrasch partecipò nella campagna dell'esercito imperiale durante la guerra d'indipendenza ungherese dove si distinse alla direzione del genio nella difesa della fortezza di Osijek.
Dopo la campagna ungherese ritornò a Verona e alla fine del 1849 fu nominato capo della direzione del genio di Verona. In questo periodo elaborò e diressi i progetti di costruzione dell'Arsenale Franz Josef I, del Castel San Pietro e dell'ospedale militare e di altri forti difensivi minori.
Terminato il lavoro a Verona, dal 1856 al 1858 fu, nel frattempo promosso a colonnello, ispettore territoriale in Croazia e Slavonia ad Zagrabia / Agram. Negli anni 1859-1861 ebbe le funzioni di direttore del genio militare a Cracovia. Nel 1861 fu chiamato a dirigere l'Accademia del Genio a Znaim in Moravia, situato nel ex convento di Klosterbruck. Nel 1862 fu promosso a Maggior generale.
Morì a Klosterbruck nel 1863.

## Forti progettati a Verona
- Forte Chievo
- Forte Croce Bianca
- Forte San Zeno
- Forte Fenilone
- Forte San Massimo
- Forte Palio
- Forte Porta Nuova
- Forte San Michele
- Forte Santa Caterina